# Deutscher Soldatenfriedhof Saint-Laurent-Blangy
Het Deutscher Soldatenfriedhof Saint-Laurent-Blangy is een Duitse militaire begraafplaats met gesneuvelden uit de Eerste Wereldoorlog en gelegen in de Franse gemeente Saint-Laurent-Blangy in het departement Pas-de-Calais. Deze grote begraafplaats ligt ongeveer twee kilometer ten noordoosten van het centrum van Saint-Laurent, langs de Chemin de Bailleul. Ze is hoofdzakelijke beplant met eiken en platanen en wordt aan de straatzijde afgesloten door een natuurstenen muur en aan de andere zijden door een haag. In het achterste gedeelte dat op een hoger niveau ligt bevindt zich een massagraf met 24.870 doden. Hiervan zijn er 11.587 niet geïdentificeerde. De namen van de geïdentificeerde doden staan vermeldt op bronzen panelen die horizontaal in de grond liggen. Er liggen 7.069 individuele graven die worden aangegeven door kruisen met op de voor- en achterzijde één of twee namen. Aan de toegang ligt een bronzen plaat waarop in het Duits en het Frans de volgende tekst staat geschreven: Op deze begraafplaats rusten 31.939 Duitse soldaten 1914-1918. De begraafplaats wordt onderhouden door de Volksbund Deutsche Kriegsgräberfürsorge. 
In de onmiddellijke nabijheid ligt de Britse militaire begraafplaats Bailleul Road East Cemetery.

## Geschiedenis
De begraafplaats werd door de Franse militaire autoriteiten in 1921-1922 opgericht als een collectieve begraafplaats voor de Duitse slachtoffers van het zuidelijke deel van het front bij Arras. De overblijfselen die ten noorden en oosten van Arras gevonden werden, waarvan de meeste onbekend bleven, werden hier verzameld in het massagraf. 
In 1956 werden de 4.283 graven van de Duitse begraafplaats in Comines naar hier overgebracht.
In de periode tussen de beide wereldoorlogen werden onderhoudswerken uitgevoerd onder leiding van de Volksbund Deutsche Kriegsgräberfürsorge in overeenstemming met het in 1926 afgesloten akkoord met de Franse overheid. Wegens problemen met de financiering en het uitbreken van de Tweede Wereldoorlog kon een definitieve inrichting niet uitgevoerd worden. Pas na het Frans-Duitse Oorlogsgraven Akkoord van 19 juli 1966 was dit probleem opgelost. Vanaf 1971 werd een aanvang genomen met het vervangen van de toen nog houten kruisen door metalen exemplaren. Voor de Joodse slachtoffers werd een natuurstenen grafzerk gebruikt met inscripties in het Hebreeuws en een afbeelding van de davidster.